# Burg La Rochepot

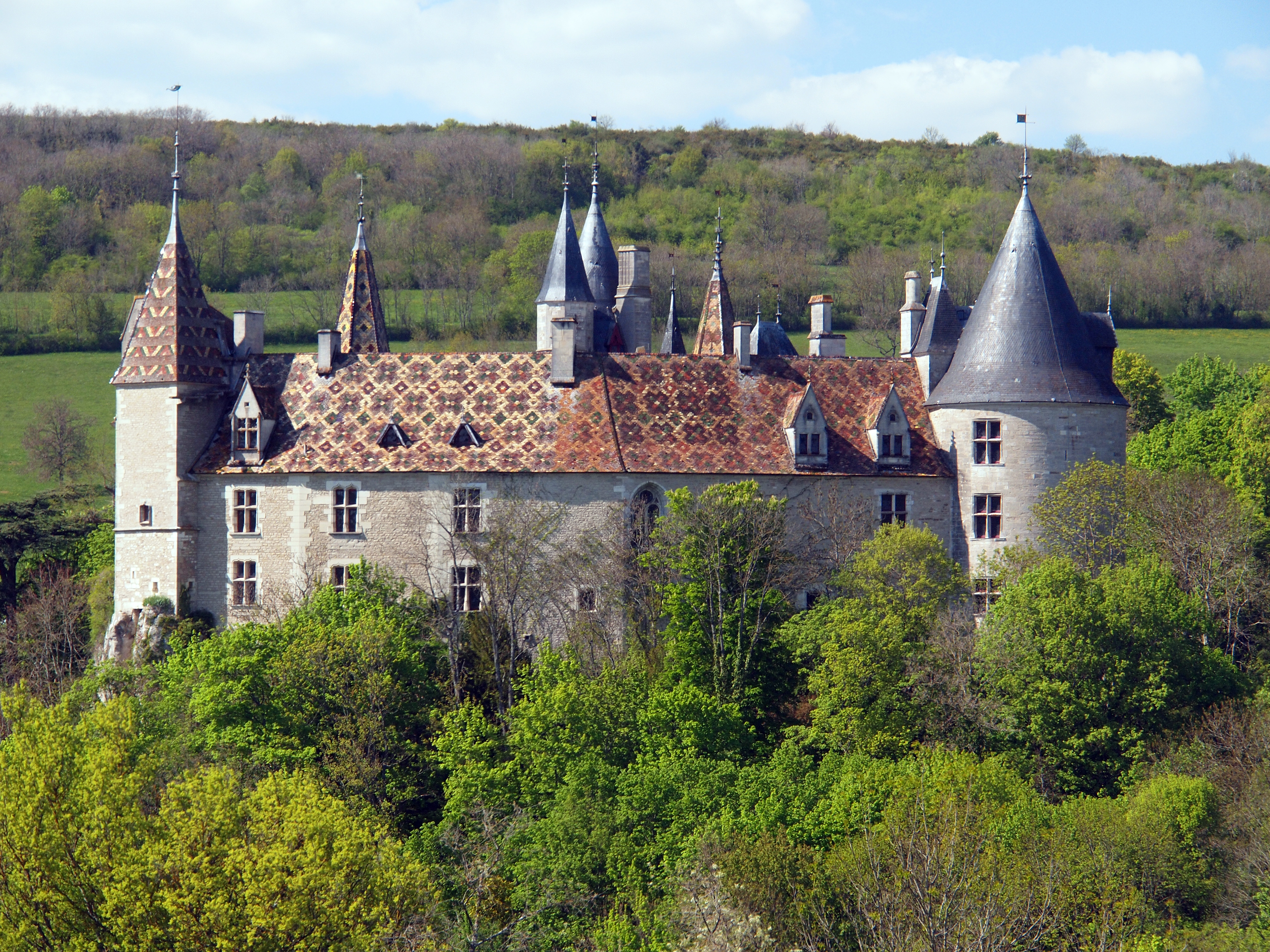
Südostansicht der Burg La Rochepot

Die Burg La Rochepot (französisch Château de La Rochepot) ist eine Burganlage im französischen Département Côte-d’Or der Region Burgund. Sie liegt auf einem Kalkfelsen nördlich des Ortes La Rochepot (früher La Roche-Nolay) etwa 15 Kilometer südwestlich von Beaune und steht seit dem 3. April 2013 als Monument historique unter Denkmalschutz.
Schon im 12. Jahrhundert gab es am Ort eine befestigte Anlage, die im 13. Jahrhundert durch eine Burg an der heutigen Stelle ersetzt wurde. Durch Régnier Pot, seinen Sohn Jacques und seinen Enkel Philippe im 15. Jahrhundert erneuert und erweitert, kam sie über die Familien Montmorency, Silly und Legoux de La Berchère im 17. Jahrhundert schließlich an François Blancheton, für den die dazugehörige Seigneurie 1741 zur Grafschaft erhoben wurde. Während der Französischen Revolution konfisziert, wurde die Burganlage schließlich auf Abbruch versteigert und anschließend als Steinbruch genutzt, sodass sie zu Beginn des 19. Jahrhunderts nur noch eine Ruine war. Diese wurde ab 1894 von Sadi Carnot, einem Sohn des französischen Staatspräsidenten Marie François Sadi Carnot, im Stil des Historismus mit Elementen aus Neugotik und Neorenaissance vollständig rekonstruiert.

## Geschichte
Der Felsen, auf dem die heutige Anlage steht, war wahrscheinlich schon in römischer Zeit besiedelt. Zumindest legen dies Funde von Münzen aus dem 2. Jahrhundert nahe. In älteren Publikationen wird oft Alexander von Burgund (1170–1205), Sohn des burgundischen Herzogs Hugo II., als Bauherr einer ersten Burg etwas oberhalb des heutigen Standorts angegeben, jedoch erwähnt schon eine Urkunde aus der Zeit von 1112 bis 1140 ein castrum de Rocha und eine Burgkapelle an diesem Ort. Überreste dieser ersten Anlage sind heute noch erhalten und wurden um 1910 restauriert. Die Burg bestand aus mindestens zwei Gebäuden, die von einer Ringmauer umgeben und durch einen tiefen Graben an der Nordseite geschützt waren. Untersuchungen an dem Mauerwerk im Jahr 2005 ergaben, dass es aus dem 12./13. Jahrhundert stammen könnte. Diese Datierung wurde durch Keramikfunde bestätigt. Die erste Anlage wurde Ende des 13. Jahrhunderts, vielleicht wegen Wassermangels, aufgegeben und durch einen Neubau am heutigen Standort ersetzt. Zu jener Zeit waren Burg und dazugehörige Seigneurie in den Händen der Familie de La Roche. Von ihr gelangten sie durch Heirat an die Familie de Thil. Marie de Thil brachte den Besitz an ihren Mann Édouard, sire de Beaujeu et de Dombes. Der gemeinsame Sohn Antoine starb 1374 kinderlos, sodass seine Schwester Marguerite Alleinerbin wurde. Deren Sohn Louis aus der Ehe mit Jacques de Savoie, Herr von Piemont, verkaufte die Herrschaft samt Burg 1403 an Régnier Pot. Der neue Burgherr stammte aus einem alten Adelsgeschlecht aus dem Berry und war Kammerherr des burgundischen Herzogs Philipp der Kühne sowie Ritter des Ordens vom Goldenen Vlies seit dessen Gründung im Jahr 1429. Seine Familie gab der Anlage ihren heutigen Namen: Aus La Roche-Nolay wurde La Roche-Pot (erstmals in einer Urkunde aus dem Jahr 1531 genannt) und schließlich La Rochepot.

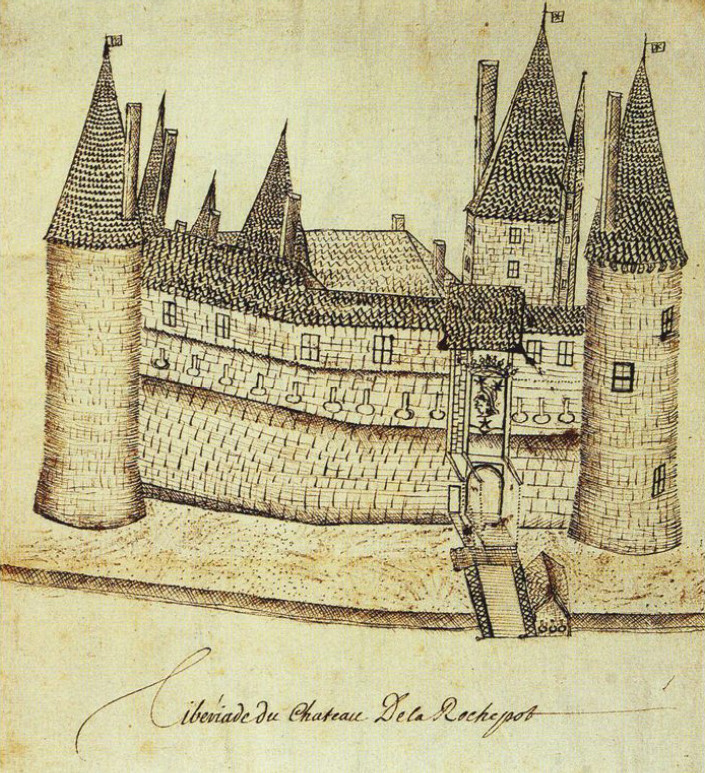
Ansicht der Burg von etwa 1750

Régnier ließ die Anlage nicht nur erneuern, sondern auch umbauen und erweitern. Fundamentreste der Vorgängerbauten findet man noch heute in der direkten Umgebung der Burg. Zu den Bauarbeiten zählten die Errichtung eines großen Donjons aus Bruchstein sowie der Bau eines neuen Logis. Nach Régniers Tod folgte ihm sein Sohn Jacques als Burgherr nach. Er setzte die Baumaßnahmen seines Vaters weiter fort. Gleiches gilt für Jacques’ Sohn Philippe Pot, dem Kammerherrn des Herzogs Philipp der Gute, Seneschall Burgunds und wie sein Großvater Ritter im Orden vom Goldenen Vlies. Auch er nahm weiterhin Baumaßnahmen an der Anlage vor. Daraus resultierten in der zweiten Hälfte des 15. Jahrhunderts zahlreiche Änderungen an den Wehrelementen, um die Burg an die moderne Artillerietechnik anzupassen. Dazu gehörten die Errichtung eines wuchtigen Turms an der Ostecke der Anlage und der Bau einer Barbakane. Einige Wehrelemente jener Zeit mussten aber noch im 15. Jahrhundert auf Befehl König Ludwigs XI. in seiner Eigenschaft als Herzog von Burgund wieder niedergelegt werden. Philippe Pot wurde 1493 von seinem Bruder Guyot beerbt. Er vermachte die Burg seiner Tochter Anne, die 1484 Guillaume de Montmorency geheiratet hatte. Das Paar vererbte die Anlage an seinen Sohn Anne, den berühmten Marschall und Connétable von Frankreich. Er war von 1510 bis 1551 ihr Eigentümer. Dann verkaufte er die Burg an die Familie Silly. Madeleine de Silly vererbte sie an ihren Sohn Charles aus der Ehe mit Charles d’Angennes, marquis de Fargis. Er starb 1640 kinderlos im Alter von nur 37 Jahren und vermachte den Besitz seinem Cousin Jean-François Paul de Gondi, Kardinal de Retz. Dieser musste die Anlage 1645 aus finanziellen Gründen an Pierre Legoux de La Berchère verkaufen. In jenem Jahr beschädigte ein Sturm die Gebäude schwer. Für die Reparaturen waren 40.000 Dachziegel, 5000 Schieferschindeln und 20.000 Nägel nötig. Pierres Witwe Louise Joly ließ nach dem Tod ihres Mannes 1669 noch einmal einige kleinere Veränderungen an der Anlage vornehmen. Ihre Nachfahren veräußerten sie 1740 an einen Bürgerlichen aus Nolay, François Blancheton. Für ihn wurde die Seigneurie 1741 zur Grafschaft erhoben. Im gleichen Jahr begann er mit Instandsetzungen und Veränderungen an der Burg. Im Zuge dieser Arbeiten, die erst 1789 beendet waren, wurden die Wohnräume neu gestaltet und die Burgkapelle erhöht. Ihre erneute Weihe erfolgte im Jahr 1750.

Die Burg als Ruine um 1890

Während der Französischen Revolution wurde die Anlage verwüstet, in Brand gesetzt und 1792 schließlich konfisziert. Am 7. Messidor VII (25. Juni 1799) erfolgte ihre Versteigerung als Nationaleigentum. Neuer Besitzer wurde ein Bürger Bélorgey, der für die teilzerstörte Burg 6700 Francs bezahlte und sie anschließend als Steinbruch nutzte. In den folgenden zehn Jahren ließ er den Großteil der Gebäude niederlegen und verkaufte das dabei gewonnene Material. Zuerst wurde der Donjon abgerissen. Im Jahr 1810 standen nur noch die Außenfassade des Logis, ein Teil des Tauben- und des Marlot-Turms sowie der große Rundturm an der Ostecke. Zwischen 1839 und 1855 versuchte die Nichte des letzten Grafen von La Rochepot, die Ruine für die Familie zurückzukaufen, doch die Pläne scheiterten an den hohen Forderungen des damaligen Eigentümers namens Crochet. Er kümmerte sich ansonsten nicht um die Anlage und ließ sie weiter verfallen. In der zweiten Hälfte des 19. Jahrhunderts wurde die Ruine jedoch immer häufiger in der französischen Literatur und in Reiseführern erwähnt, sodass sie dadurch zu einer Touristenattraktion wurde. Dank des immer weiter ausgebauten Eisenbahnnetzes lockte sie immer mehr Besucher nach La Rochepot. Dies führte schließlich dazu, dass die Niederlegung der restlichen Bausubstanz eingestellt wurde. 1890 existierten aber nur noch dachlose Mauerstücke.

Nordseite der Burg während ihrer Rekonstruktion, 1906

1893 erwarb Cécile Carnot, die Frau des französischen Staatspräsidenten Marie François Sadi Carnot, die Ruine und schenkte sie Anfang 1894 ihrem ältesten Sohn Sadi. Dieser begann mit einer jahrzehntelangen Restaurierung und Rekonstruktion. Erste Wiederaufbauarbeiten fanden ab 1895 unter der Leitung von Léon Cunissets statt, einem Bruder von Sadis’ Schwager Paul Cunisset-Carnot. Dazu zählten die Sicherung der noch vorhandenen Mauerreste und der komplette Wiederaufbau des Ostturms. 1897 wurden die Arbeiten aber vorläufig eingestellt und erst weitergeführt, nachdem der Burgherr Charles Suisse als neuen Architekten engagiert hatte. Nach dessen Plänen wurde das architektonische Dekor des Ostturms vervollständigt. Nach Beendigung der Arbeiten war Carnot mit dem Ergebnis derart zufrieden, dass er die Rekonstruktion der kompletten Burganlage im Zustand des 15. Jahrhunderts beschloss. Als Vorlage dazu dienten Federzeichnungen aus dem Jahr 1645. Für nicht dokumentierte Partien der Gebäude suchte Suisse für die Wiederherstellung Vorbilder in anderen burgundischen Bauten aus jener Zeit und fand sie zum Beispiel in der Burg Châteauneuf-en-Auxois sowie dem Hôtel-Dieu in Beaune. Wo Spolien gefunden wurden, versuchte Suisse, diese wiederzuverwenden. Für Steinmetzarbeiten holten Architekt und Bauherr den Bildhauer Xavier Schanosky aus Dijon mit ins Boot. Zeitgleich zu den Wiederaufbauarbeiten fanden 1899 bis 1900 Ausgrabungen auf dem Burgareal statt. 1901 wurden die Burgkapelle sowie die westliche Kurtine wiederhergestellt. Im darauffolgenden Jahr geschah die Freilegung des völlig verschütteten Brunnens. Das Jahr 1903 sah die Rekonstruktion des Marlot-Turms und des Torhauses samt vorgelagerter Barbakane. Der abgetragene Donjon konnte jedoch nicht mehr wiederaufgebaut werden. Es wurde lediglich sein Unterbau gesichert und dann an seiner Stelle eine Terrasse angelegt. Als Charles Suisse im August 1906 verstarb, übernahmen ab September des Jahres seine beiden Schüler und Mitarbeiter Abel Forey und Adolphe Prost die Baustellenleitung. Leitender Architekt wurde Louis Dolfini. Bis 1909 wurde der erste Teil des Logis fertiggestellt, der zweite Teil folgte in den Jahren 1911 bis 1914. Die Bauarbeiten wurden durch Ausbruch des Ersten Weltkriegs unterbrochen und erst 1921 wieder aufgenommen. Die letzten Maßnahmen fanden im Jahr 1927 ihren Abschluss. Insgesamt schlug die Rekonstruktion der Burganlage mit 3.099.460 Francs zu Buche. Ausnahmen von der Originaltreue zum 15. Jahrhundert waren nur im Inneren gemacht worden, wo Carnot nicht auf zeitgemäßen Wohnkomfort hatte verzichten wollen, sodass die wiederaufgebaute Anlage über fließend Wasser, eine Zentralheizung, Elektrizität sowie Badezimmer und WCs verfügte.
Nachkommen der Familie Carnot versuchten, seit Sommer 2012 die Burg zu veräußern. Der geforderte Preis betrug 3,2 Millionen Euro. Eine Käuferin fanden sie 2015 in einer luxemburgischen Gesellschaft, hinter welcher der Ukrainer Dmytro Malinovsky stand. Er wurde im Oktober 2018 von der französischen Polizei verhaftet, weil er in seinem Heimatland wegen Betrugs und Geldwäsche per Haftbefehl gesucht wurde. Seitdem ist die Burganlage für Besucher geschlossen. Im Oktober 2021 wurde das gesamte Inventar gegen den Einspruch von Denkmalschützern und Lokalpolitikern im Rahmen einer Zwangsversteigerung zur Begleichung der Schulden Malinovskys veräußert.

## Beschreibung

### Architektur

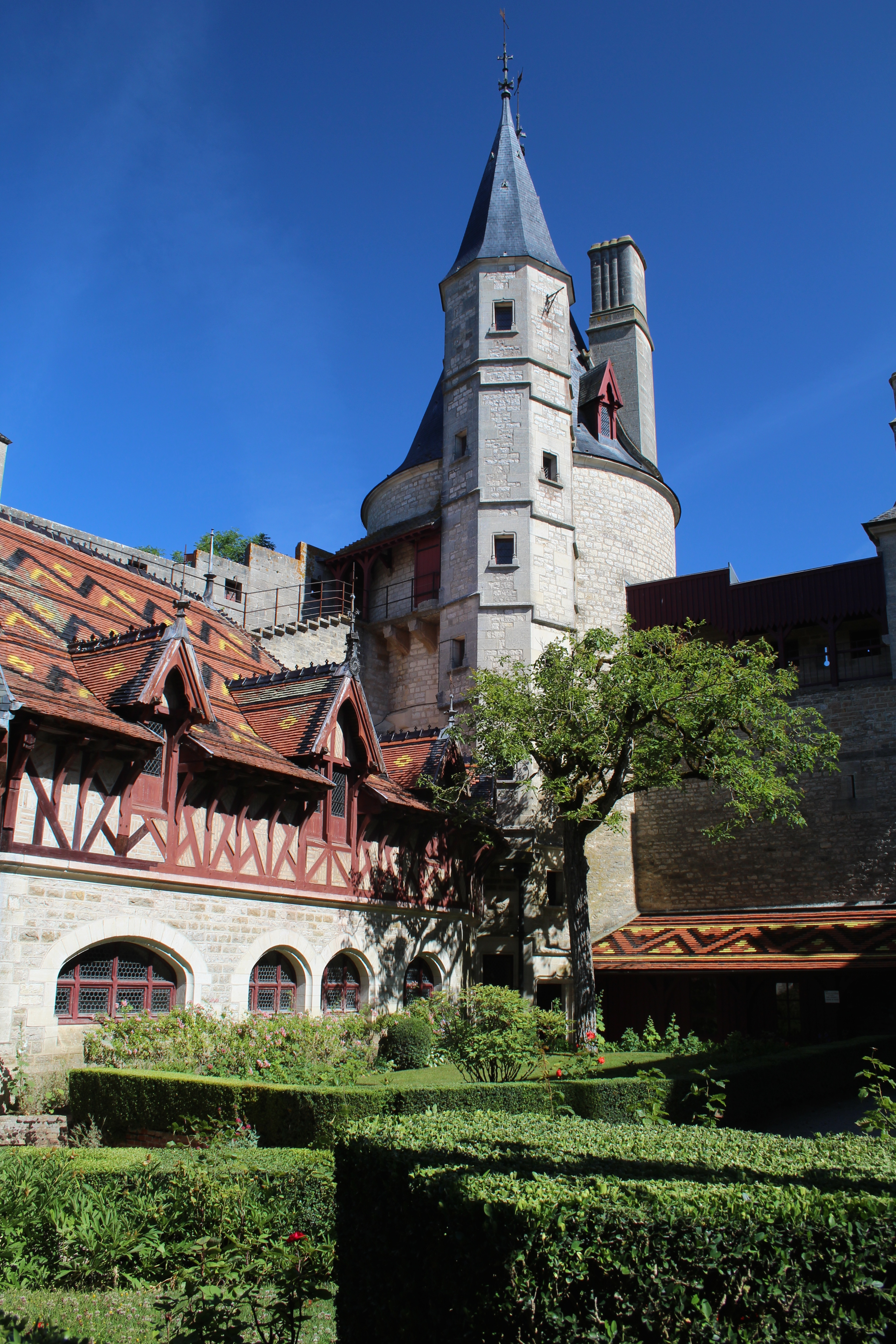
Marlot-Turm und Scheune, Ansicht vom Burghof

Die Burg La Rochepot steht auf einem Felsplateau in der Nähe eines Kreuzungspunktes zweier früher wichtiger Wege: der Straße Paris-Lyon und der Verbindung von Moulins nach Basel. Sie belegte somit einen strategisch wichtigen Punkt. An ihrer Nordseite ist sie durch einen etwa 8,5 Meter breiten und 6 Meter tiefen Halsgraben vom übrigen Berg getrennt. Jenseits dieses Grabens steht das zur Burg gehörige Wirtschaftsgebäude. Zum Anwesen gehören rund 28 Hektar Landbesitz, der unter anderem aus Wäldern, Moorland, Wiesen und Äckern besteht. Auf den Flächen finden sich diverse alte und seltene Baumarten, darunter Zeder, Linde, Hainbuche, Rosskastanie und Felsenkirsche. Östlich, etwas unterhalb der Burg, steht ein Porée-Turm (französisch Tour Porée) genannter Vierecksturm mit Zeltdach. Er dient heute als Wohnung des Kastellans.
Die heutigen Gebäude präsentieren sich in der wiederhergestellten Form der späten Gotik, wie sie im Stil des Flamboyants durch die Baumaßnahmen unter Régnier Pot, seinem Sohn Jacques und seinem Enkel Philippe im 15. Jahrhundert entstanden sind. Einige Partien, wie Teile der West-Kurtine, der Marlot-Turm (französisch Tour Marlot) und das Erdgeschoss der Kapelle, stammen noch aus dem 13. Jahrhundert von der ersten Burg an dieser Stelle. Die Anlage besitzt einen nahezu dreieckigen Grundriss, der durch die Form des Baugrunds bestimmt wurde. Die Ecken sind durch zwei Rundtürme und einen schlanken Vierecksturm markiert. Der große, viergeschossige Beaune-Turm (französisch Tour de Beaune) mit drei Meter dicken Mauern steht an der Ostecke und wurde früher als Gefängnis genutzt, während der schmalere Marlot-Turm mit seinem vorgebauten, achteckigen Treppenturm die Westecke besetzt. Beide Rundtürme besitzen schiefergedeckte, leicht geknickte Kegeldächer. Die Südspitze der Burg besetzt ein viereckiger Turm mit hohem Knickhelm, der mit den für das Burgund typischen bunt glasierten Dachziegeln gedeckt ist. Ihm ist an der zum Burghof zeigenden Nordseite ein Treppenturm mit innenliegender Wendeltreppe vorgesetzt. Früher war der Vierecksturm an den danebenstehenden, 30 Meter hohen Wohnturm der Anlage angebunden. Dieser Donjon ist jedoch nicht mehr erhalten, denn er wurde nach der Französischen Revolution abgetragen. Heute liegt dort eine Terrasse, von der sich ein guter Ausblick auf den Ort zu Füßen der Burg bietet.

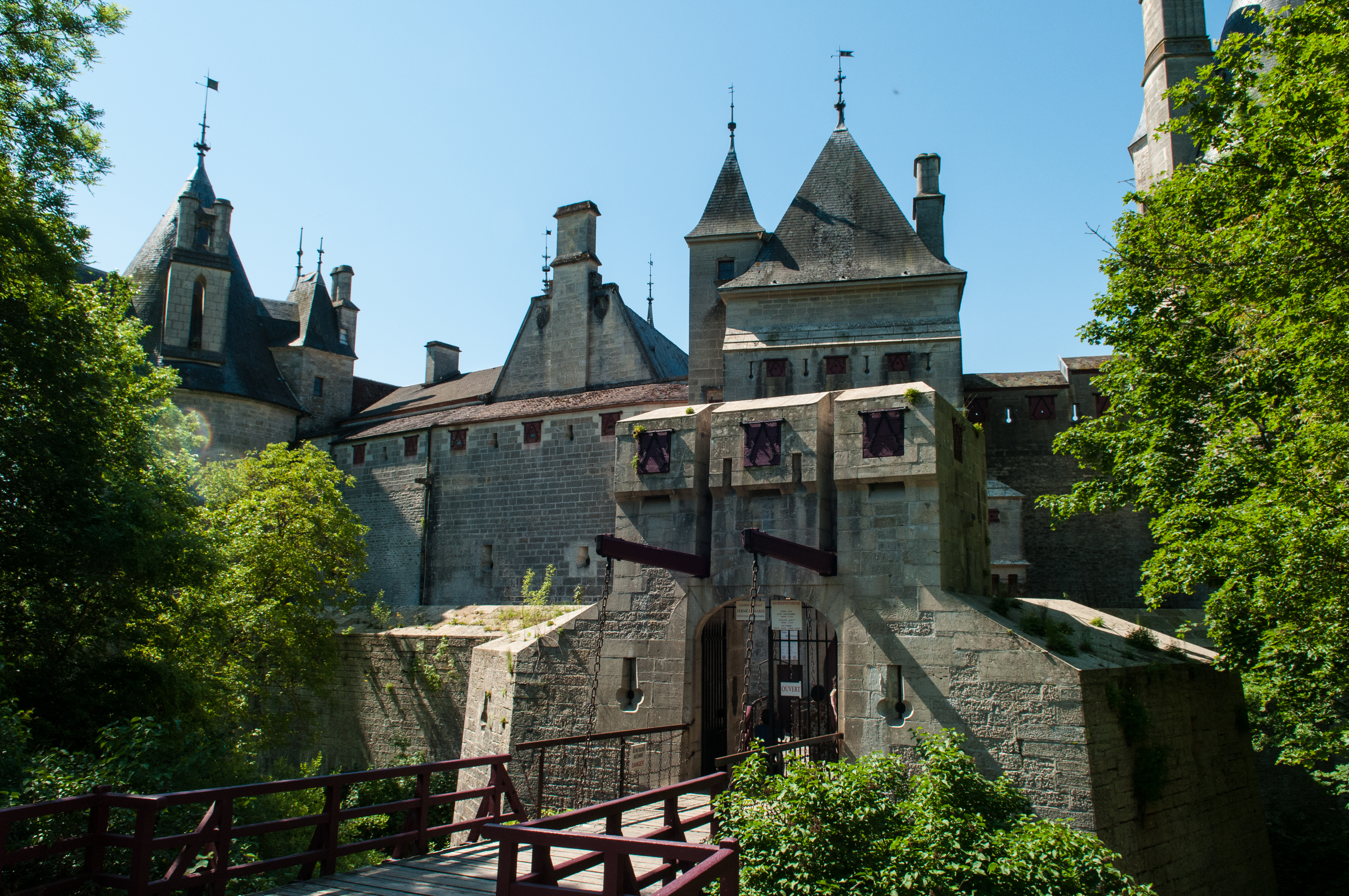
Eingangsbereich mit Barbakane

Der Zugang erfolgt von Norden. Eine erste Zugbrücke führt zu einer Barbakane. Sie gewährt den Zutritt zu einer zweiten Zugbrücke, die zum dreigeschossigen Torhaus mit schiefergedecktem Dach führt. Über seinem rundbogigen Tordurchgang, das von zwei Wehrerkern geschützt wird, findet sich das Wappen der Familie Pot. Eine Reihe Maschikulis sorgen für weiteren Schutz des Tors und der daneben liegenden Schlupfpforte. Diese Maschikulis sind von einem zum Teil überdachten Wehrgang erreichbar, der die gesamte Nordseite sowie den nördlichen Teil der West-Kurtine bekrönt. Von außen sind die Zinnen der nördlichen Ringmauer sehr deutlich zu erkennen. Die Zinnenfenster sind mit Schartenläden geschlossen. Vom Tordurchgang betritt der Besucher den als Garten gestalteten Innenhof. Dort befindet sich der 72 Meter tiefe Brunnen aus dem Jahr 1228. Sein schmiedeeiserner Aufsatz ist eine Kopie des Brunnenaufsatzes des Hôtel-Dieu in Beaune.

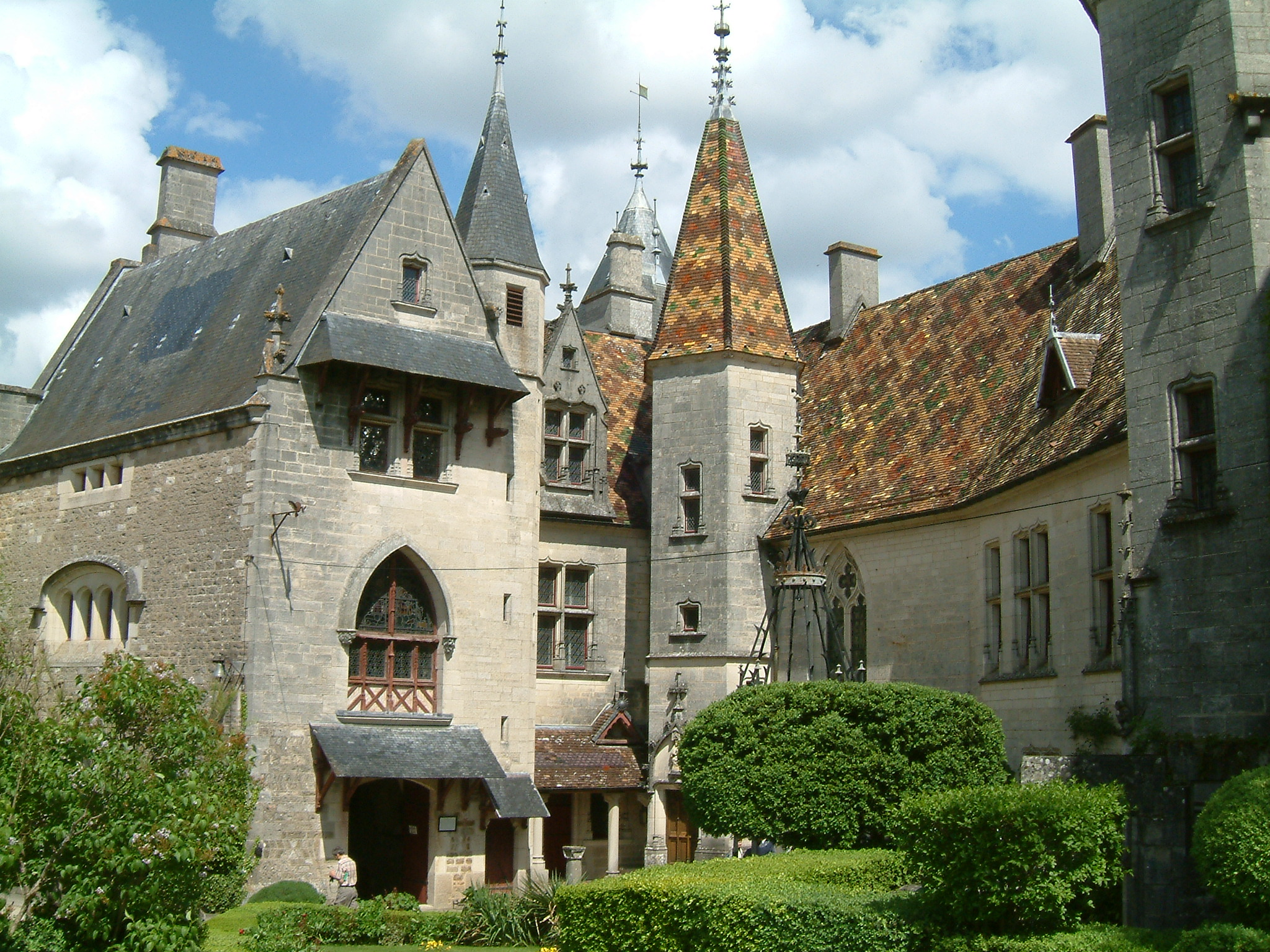
Burgkapelle (links) und Logis (rechts) mit Turm der Jungfrau (mittig)

Das Logis mit zahlreichen Quer- und Kreuzstockfenstern lehnt sich von innen an den östlichen und südöstlichen Teil der Ringmauer an. Seine Hoffassade besitzt gewisse Ähnlichkeit mit dem Logis der der Burg Châteauneuf-en-Auxois, denn einige seiner architektonischen Elemente, wie zum Beispiel die Lukarnen, wurden Vorbildern beim Wiederaufbau den dortigen Vorbildern beim Wiederaufbau nachempfunden. Auch der Eingang des Logis-Treppenturms, Turm der Jungfrau (französisch Tour de la vierge) genannt, ist durch den in Châteauneuf inspiriert. Der Treppenturm erhielt seinen Namen von der Madonnenstatue, die auf einem Sockel über seinem Eingang steht. Direkt neben dem Tordurchgang lehnt sich die der heiligen Maria gewidmete Burgkapelle an die nördliche Ringmauer an. Charles Suisse setzte das Erdgeschoss dieses Baus mit der im 12. Jahrhundert erwähnten Kapelle gleich, jedoch deutet bisher nichts darauf hin, dass die Bausubstanz tatsächlich aus jenem Jahrhundert stammt. Es ist ebenso gut möglich, dass die besagte Kapelle in der Südwest-Ecke der alten Vorgängeranlage oberhalb der heutigen Burg gestanden hat. Viel eher handelt es sich bei dem Erdgeschoss des heutigen Kirchenbaus um einen Keller, der auch in alten Beschreibungen der Burg erwähnt ist.
An der Innenseite der West-Kurtine steht ein Gebäude, das früher als Scheune diente. Sein Obergeschoss besteht aus Fachwerk und beherbergte früher Schlafzimmer für Bedienstete. Sein Dach ist – wie das des Logis – mit bunten Dachziegeln gedeckt.

### Innenausstattung
Die Wohnräume der Burg befinden sich nicht nur – wie es im Mittelalter und der Frühen Neuzeit üblich gewesen wäre – im Logis, sondern auch in den Ecktürmen der Anlage. Die Ausstattung der mehr als 30 Räume ist im Stil des Historismus gehalten. Markante Ausstattungsmerkmale sind dabei bemalte oder stuckierte Balkendecken sowie monumentale Kamine. Die Möblierung erfolgte im eklektizistischen Geschmack des beginnenden 20. Jahrhunderts, bei dem Antiquitäten mit den Nachbildungen mittelalterlicher Stücke kombiniert wurden.
Burgkapelle
Die einschiffige Kapelle besitzt in ihrem Erdgeschoss eine Kreuzgratgewölbe, das von zwei zentralen Säulen getragen wird. Das Obergeschoss nimmt in der Höhe nicht nur das erste Stockwerk, sondern auch das Dachgeschoss ein. Der Raum diente als Wohnsalon der Burgbesitzer und ist von einer spitzen Tonne abgeschlossen. Die Bemalung des Gewölbes imitiert eine Kassettendecke. Jedes der Fenster besitzt eine bemalte Archivolte, deren Skulptierung Pflanzen und ein Motto zeigt. Der Fußboden des Raums besteht aus grün und gelb glasierten Kacheln, seine beiden Giebelwände zeigen Gemälde von Charles Lameire.
Marlot-Turm
Das Erdgeschoss des Marlot-Turms wird vom sogenannten Dagobert-Zimmer mit einem Himmelbett eingenommen. In der darüber liegenden Etage befindet sich das Zimmer mit der Legende (französisch Chambre à la légende), an dessen Wänden Tapisserien hängen. Der bemalte Kamin zeigt unter einem Kielbogen das Wappen der Familie Pot umrahmt von Pflanzendarstellungen und -ornamenten. Im zweiten Obergeschoss liegt das Chinesische Zimmer (französisch Chambre chinoise). Seine Ausstattung war ein Geschenk der chinesischen Kaiserinwitwe Cixi an Sadi Carnot, der seinerzeit noch Minister für öffentliche Arbeiten (französisch Ministre des Travaux publics) war.
Logis

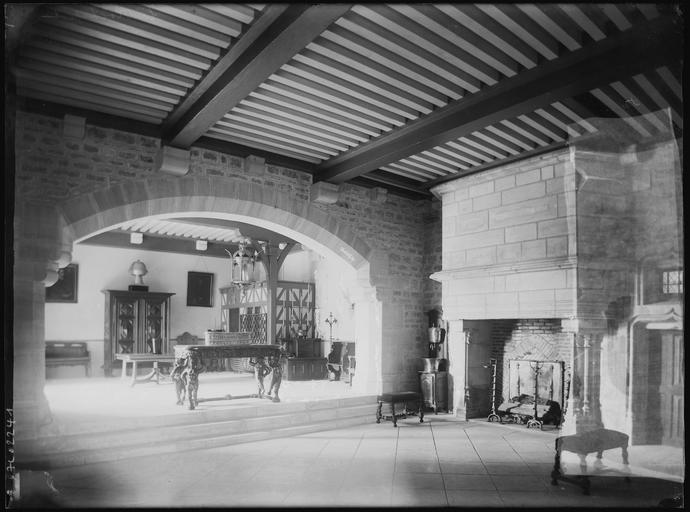
Saal der Wachen, 1900–1920

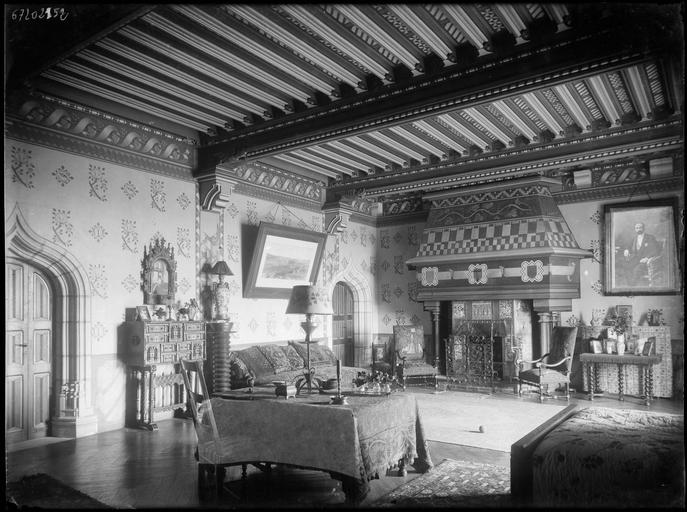
Zimmer des Burgherrn, 1900–1920

Im Erdgeschoss des Logis liegen vornehmlich Funktionsräume, während sich die Wohnräume des Burgherrn im Obergeschoss befinden. Der Saal der Wachen (französisch Salle des gardes) ist zweigeteilt. In der ersten Hälfte ist eine Sammlung mittelalterlicher Waffen zu sehen. Von dort geht es über einige Stufen zum niedriger gelegenen zweiten Teil, der mit einem großen Kamin im Stil der Neorenaissance und einer bemalten Balkendecke ausgestattet ist. Von dort führt eine Tür in das Erdgeschoss des Beaune-Turms, in dem sich das Zimmer des Hauptmanns (französisch Chambre du Capitaine) befindet. Sein Fußbodenbelag besteht aus Terrakottafliesen, und in den Mauern sind noch die Schießscharten erhalten. Dem Saal der Wachen schließt sich die große Burgküche an. Deren Wände zeigen das unverputzte Quadermauerwerk. Ihr mittig im Raum stehender Ofen versorgte auch das beim Wiederaufbau installierte Heizungssystem mit warmem Wasser. Die übrige Ausstattung der Küche stammt aus dem 17. Jahrhundert. Nachbarraum ist der Speisesaal, dessen Inneneinrichtung aus dem Jahr 1924 stammt. An den Stirnseiten stehen zwei große Kamine. Einer davon ist so groß, dass ein komplettes Rind am Spieß über dem Feuer gegart werden könnte. Im Stil der Neorenaissance gehalten, zeigt er auf dem Kaminsturz die Wappen aller Besitzerfamilien der Burg. Die Stuckdecke des Raums wurde von Xavier Schanosky gefertigt, die roten und ockerfarbenen Fliesen des Fußbodens sind in einem Schachbrettmuster verlegt. Die Wände zeigen als Bemalung die Initialen der Familie Carnot: ein Doppel-C in gotischer Form, das sich mit Pflanzenornamenten im Art-déco-Stil abwechselt.
Das Obergeschoss des Logis ist über die Treppe im Turm der Jungfrau erreichbar. Sie windet sich um eine steinerne, zentrale Spindel in gedrehter Form. Das Treppenhaus ist von einem Kreuzrippengewölbe überspannt, dessen Schlusssteine die Wappen der Burgherren tragen. Im ersten Geschoss befindet sich die unter anderem die Bibliothek. Ihr Fenster mit Glasmalereien zeigen Guillaume und François de Montmorency sowie Anne Pot. Zu den im Obergeschoss befindlichen Wohnräumen zählen das Zimmer des Burgherrn (französisch Chambre du seigneur), ein Schlafzimmer dessen Wände in roter Farbe die Initialen S und M für Sadi und Madeleine tragen, und das Kinderzimmer, dessen Fußbodenfliesen die Wappen und Mottos der Familien Pot und Carnot zeigen.